# Я возьму сам
«Я возьму сам» — роман харьковских писателей Дмитрия Громова и Олега Ладыженского, пишущих под псевдонимом Генри Лайон Олди.
Роман входит в «Кабирский цикл» и является приквелом к роману «Путь меча». Действие книг цикла существенно разнесено по времени; в «Я возьму сам» Кабир предстаёт как небольшой городок, которому суждено стать столицей империи; в «Пути меча» — как процветающий торговый город, где сходятся торговые пути периода позднего Средневековья; в романе «Дайте им умереть» — как город времени написания книги, мегаполис конца XX века. К прототипам города Кабир относятся средневековые Кабул, Самарканд и Каир.

## Литературные особенности
Роман использует исламские и иранские мотивы (восточные мотивы в целом часто встречаются в произведениях Олди). Также в романе ярко выражена тема писательского труда, являющаяся одной из главных тем в творчестве Олди. Кроме того, главной темой произведения, по утверждению писателя и критика Виталия Каплана, является мистическая составляющая, которая отражает столкновение с другой — высшей реальностью, духовные искания автора, богоискательство, самоопределение по отношению к сверхъестественному и попытку выйти за грань, притом сохранив в себе человека. Этой темой роман, как подчёркивает В. Каплан, сходен с другими произведениями авторов: «Одиссей, сын Лаэрта», «Пасынки восьмой заповеди», «Герой должен быть один».
По мнению критика Антона Карелина, «Олди осторожно, расхаживая неуверенными кругами, приподнимают скрытый для сюжетной литературы пласт мыслей о жизни и смерти через призму духовного бытия, пытаются осмыслить роль и образ внутренней человеческой вселенной в сравнении с миром объективной реальности. Предлагают на наше рассмотрение мир, который весь целиком умещается в душе и разуме человека, его породившего, и показывают, во-первых, его бесконечность, а во-вторых, его реальность — быть может, даже большую, чем реальность физического мироздания». Эта проблематика в романе намного более значима, чем также присутствующие в нём мысли о противостоянии искусства, свободы и власти в обществе и в личности.
В романе используется приём «текст в тексте», который усиливает функцию вторичного свидетельства[прояснить] и способствует появлению ощущения некоторой внетекстовой реальности. В качестве эпиграфа, открывающего роман, используется фрагмент из «Баллады Короля» Иосифа Бродского, затем в тексте идёт отрывок вторичной исторической летописи о падении города Кабира. Данный приём — использование стихотворений реальных авторов — позволяет читателю почувствовать особую реальность создаваемого фантастического мира.
Роман содержит авторскую интерпретацию «гумилёвского мифа», используя в качестве ключевой мифологему «Поэта». Гумилёвский миф также встречается в ряде других произведениях Олди, которые входят в цикл «Бездна голодных глаз»: «Дорога», «Сумерки мира», «Живущий в последний раз», «Страх», «Ожидающий на перекрестках», «Витражи Патриархов», «Войти в образ», «Восставшие из рая», «Ваш выход, или Шутов хоронят за оградой».
Для романа «Я возьму сам» характерно богатство образности и стилистики, усложнённые фразы, многочисленные иносказания и метафоры.

## Мир романа
Действие происходит в мире, аналогичном Ирану времён поздних Сасанидов, с уже ощутимым наступлением ислама и с полупустынными бедуинскими степями вокруг основной территории страны.
В этом мире шестьсот лет спустя произошли события книги «Путь меча». Во время событий романа «Я возьму сам» в большинстве описываемых стран этого мира (аналогичных некоторым азиатским, африканским и европейским странам) действуют законы фарров — сверхъестественных существ-покровителей. Фарр избирает себе носителя, который становится главой государства — и его живым символом.
Присутствие обладателя фарра своеобразно действует на психику практически всех людей. Большая часть людей искренне поклоняются его носителю как любимому и уважаемому верховному владыке. Меньшая же часть людей — «небоглазые», люди с голубыми глазами — сохраняют свободу воли, но такая нечувствительность к фарру имеет свою оборотную сторону, причём очень суровую.
Обладатель фарра узнаваем всеми, кроме небоглазых, из-за сияния вокруг головы. Сам он своего сияния видеть не может, но может видеть нимбы других обладателей фарра, а также собственные воплощения фарров: Золотого Овна Фарр-ла-Кабир, Лунного Зайца Фарр-ла-Харзы, Голубя-Мяо Мэйланьского фарра и прочих.

## Сюжет
Главный герой романа, поэт по имени Абу-т-Тайиб аль-Мутанабби случайно и по большому счёту по ошибке проходит в горной пещере обряд обретения фарра, предназначенный только для шахов государства Кабир. Таким образом аль-Мутаннаби, не имея никакого отношения к правящей династии, занимает шахский трон (приняв тронное имя Кей-Бахрам). Он подозревает, что оказался в тенетах какой-то странной интриги, потому что не верит в искреннее поклонение чужаку всех жителей Кабира, в том числе высокопоставленных.
Абу-т-Тайиб приближает к себе двух небоглазых — жреца-хирбеда Гургина, который встретил его, обретшего фарр, около той пещеры, и молодого разбойника Худайбега по кличке Дэв. Среди приближённых оказывается и бывший претендент на трон Суришар, которому поэт не доверяет по вполне понятным причинам, но, как выясняется, абсолютно зря: юный шах-заде не небоглазый и искренне предан Кей-Бахраму. Жрица-хирбеди Нахид, с которой он познакомился в тех же обстоятельствах, что и с Гургином, против восшествия чужака на престол — возможно, единственная во всем Кабире.
Через какое-то время аль-Мутаннаби начинает тяготиться бездумным поклонением себе, которое на самом деле есть результат психического давления фарра на окружающих людей. Оказывается, что небоглазые при поступке против фарра превращаются в чудовищ, дэвов. Поэт не хочет быть тем, кем его делает Фарр-ла-Кабир, Златой Овен, он хочет быть самом собой, но отныне ему это не дано.
Поиски себя приводят аль-Мутаннаби в страну Мазандеран, которая издавна считается обиталищем дэвов. Выясняется, что дэвы — ужасные поросшие шерстью полулюди-полузвери — не злы, хоть и большей частью глупы, и с ними вполне можно дружить. Также выясняется, что превращение в дэва — это довольно-таки обычная судьба тех «исключительных» людей, что не поддаются действию фарра (в том числе жрецов). Самым ужасным оказывается то, что в стране дэвов поэт не обретает желаемой свободы от фарра — наоборот, дэвы, хоть и небоглазые, любят и почитают его так же истово, как обычные жители шахства, потому что на дэвов фарр влияет противоположным образом — постепенно восстанавливает и улучшает их разум. Среди дэвов оказывается и Нахид, та хирбеди, что ненавидела чужака, — а теперь она, как и все чудовища, искренне любит его, поскольку он — шах.
Таким образом аль-Мутаннаби оказывается в положении почётного пленника дэвов.
Покинув страну дэвов при трагических обстоятельствах, аль-Мутаннаби бросает вызов фарру и в конце концов побеждает. Однако, вернувшись в Кабир, обнаруживает, что в роскошной гробнице похоронен могущественный шах Кей-Бахрам — сам аль-Мутаннаби, a история государства вовсе не соответствует его воспоминаниям. В частности, все знают, что «покойный шах» был «величайшим поэтом», однако не сохранилось ни одного бейта его стихов.
Таким образом воля аль-Мутаннаби вновь противостоит поверженному фарру…

## Герои
- Аль-Мутанабби Абу-т-Тайиб Ахмед ибн аль-Хусейн — главный герой романа, бродячий арабский поэт пятидесяти лет. Человек свободолюбивый, гордый и насмешливый, при этом он порой бывает жесток.
- Гургин — маг-огнепоклонник, «небоглазый» жрец-хирбед, старик с бородавкой на лице. Мудрый человек, способный на искреннюю преданность.
- Нахид — младшая жрица-хирбеди, ученица Гургина, очень красивая «небоглазая» девушка с независимым и дерзким нравом.
- Худайбег аль-Ширвани по кличке Дэв — пятнадцатилетний юноша-разбойник, для своего возраста очень физически развит и высок. Простоват и громогласен, добродушен. Прекрасно владеет огромным копьем по прозвищу «Сестра тарана».
- Суришар — родственник бывшего шаха Кабира, претендент на трон, шах-заде. Красивый юноша с несколько завышенным самомнением.
- Олмун-дэв — старый дэв из Мазандерана, очень умный для дэвов, что-то вроде старейшины их племени.
- Фарангис — внучка Олмун-дэва, дэвтаг, девушка-подросток, уже начавшая превращаться из человека в дэви и готовая на все, чтобы не стать ею окончательно.